# Sundar Singh

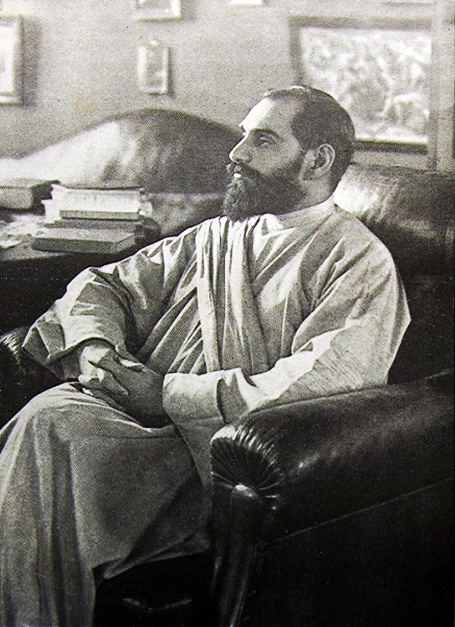
Sundar Singh um 1922

Sadhu Sundar Singh (Panjabi ਸਾਧੂ ਸੁੰਦਰ ਸਿੰਘ; * 1888 in Rampur, Patiala; † unbekannt, zuletzt lebend gesehen vor seiner 1929 begonnenen Reise in den Himalaya) war ein indischer Christ, der nach der Art eines Sadhu umherzog.

## Leben

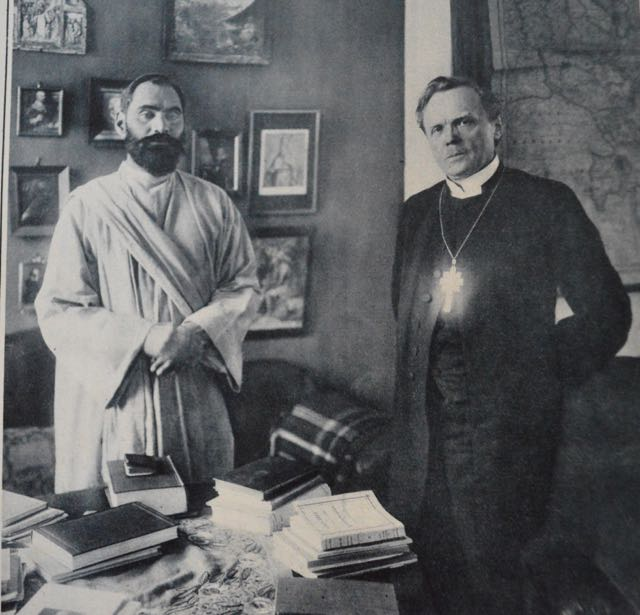
Sundar Singh und der schwedische lutherische Erzbischof Nathan Söderblom in Schweden, zwischen 1921 und 1924.

Sundar Singh stammte aus wohlhabender Familie. Sein Vater war Sikh, seine Mutter Hindu. Nachdem er in einer Missionsschule mit dem Christentum in Berührung gekommen war, wandte er sich zuerst in Feindschaft ab. Nach einer von ihm beschriebenen Vision im Alter von 15 Jahren wurde er jedoch Christ und brach damit mit seiner Familie, die ihn verstieß. Er lebte fortan asketisch, ohne Besitz, und hatte zahlreiche Visionen. Seine Hauptaufgabe sah er darin, durch die Dörfer zu ziehen und Jesus Christus zu verkünden. Viele Inder wurden durch ihn Christen, und er faszinierte Landsleute ebenso wie Christen aus dem Westen. Mehrere Mordversuche überlebte er nur knapp. Immer wieder reiste er in den Himalaya, um dort bis nach Tibet hinein zu missionieren. Nach einer Vortragsreise in Südindien wurde er ins Ausland eingeladen. Er reiste über Burma nach Singapur, weiter in chinesische Großstädte und bis nach Japan. 
Von Japan kehrte er wieder nach Indien zurück. Seine Bekanntheit stieg stark an. In den Jahren 1919 bis 1922 folgte er Einladungen nach Asien und Europa. Auf zwei Reisen, die ihn nach England, USA und Australien, und Schweden, Dänemark, Deutschland, die Schweiz und Norwegen führten, lernte er die westliche Zivilisation kennen. Er kritisierte den westlichen Materialismus und seine mangelnde Spiritualität.
Seit 1922 evangelisierte er wieder in Indien. Sein Vater söhnte sich mit ihm aus und hinterließ ihm bei seinem Tode ein kleines Vermögen. So konnte er sich in Subathu bei Shimla ein kleines Häuschen kaufen und sich gelegentlich dorthin zurückziehen.
1929 trat er eine erneute Reise nach Tibet an, kam aber dort nicht an. Verschiedene Suchexpeditionen blieben ohne Erfolg. Möglicherweise starb er an einer Krankheit, vielleicht an Cholera, oder er hatte einen Unfall.

## Theologie
Sundar Singh ist der erste neuzeitliche indische Theologe, der seine Verkündigung ganz innerhalb des indischen Kulturkreises entwickelte. Das bedeutete auch, dass er auf westliche Philosophie verzichtete und die eigenen indischen Traditionen heranzog. Dadurch erreichte er gerade die einfachen Menschen. Dem Einwand aus hinduistischen Kreisen, er verkündige eine fremde Religion, begegnete er mit dezidiert indischen Argumentationsmustern.

## Bedeutung
Auch über 70 Jahre nach seinem Verschwinden bleibt Sadhu Sundar Singh einer der einflussreichsten indischen Christen des 20. Jahrhunderts, da er mit seinem Leben bewies, dass das Christentum keine rein westliche, mit der indischen Kultur nicht kompatible Religion ist.
Durch seine Schriften übte Sadhu Sundar Singh einen starken Einfluss u. a. auf die niederländische Königin Wilhelmina aus (ab 1927).

## Werke von Sadhu Sundar Singh
- Zu des Meisters Füßen. Stuttgart 1923 (At the master's feet. Madras 1922) (indische Erstausgabe: Maktib i Masih. Lucknow 1921)
- Gotteswirklichkeit. Gedanken über Gott, Mensch und Natur. Hamburg 1925 (Reality and Religion. Meditations on God, Men and Nature. London 1924) (indische Erstausgabe: Mazhab our Haqiqat. Lahore 1924)
- Das Suchen nach Gott. Gedanken über Hinduismus, Buddhismus, Islam und Christentum. Basel 1925 (The Search after Reality. Thoughts on Hinduism, Buddhism, Muhammadanism, and Christianity. London 1924)
- Geheimnisse des inneren Lebens. Betrachtungen über das Wachsen im geistlichen Leben. Basel 1930 (Meditations on various Aspects of the Spiritual Life. London 1926)
- Gesichte aus der jenseitigen Welt. Aarau 1930 (Visions of the Spiritual World. A Brief Description of the Spiritual Life, its different states of existence, and the destiny of good and evil men as seen in visions. London 1926)
- Mit und ohne Christus. Beispiele aus dem Leben von Christen und Nichtchristen, welche den Unterschied eines Lebens mit Christus von dem eines Lebens ohne ihn beleuchten. Basel 1930 (With and without Christ. Being incidents taken from the lives of Christians and of Non-Christians which illustrate the difference in lives lived with Christ and without Christ. London 1929)
- Friso Melzer (Hrsg.): Sadhu Sundar Singh. Gesammelte Schriften. Stuttgart 2000, ISBN 978-3-7675-2300-5

## Gedenktag
- evangelisch: 16. April im Evangelischen Namenkalender[4]
- anglikanisch: 19. Juni[5]